# BD+14°4559 b
Пиркс, BD+14°4559 b — экзопланета, вращающаяся вокруг оранжевого карлика BD+14°4559 на расстоянии около 161 светового года (49 парсек) от Земли в созвездии Пегаса.
Вращается вокруг своей звезды в обитаемой зоне на расстоянии 0,777 а. е. (примерно как расстояние от Солнца до Венеры), но её звезда менее яркая, поэтому её обитаемая зона ближе к ней, чем Земля. Экзопланета была найдена в 2009 году с использованием метода лучевой скорости (измерений лучевой скорости через наблюдение доплеровских сдвигов в спектре родительской звезды планеты).
В 2019 году в рамках кампании NameExoWorlds, проводимой Международным астрономическим союзом по заявке из Польши планета получила имя Пиркс в честь героя рассказов Станислава Лема.

## Характеристики
BD+14 4559 b — газовый гигант, радиус и масса которого примерно равны радиусу и массе Юпитера. Он имеет температуру 205 К (-68° С), массу около 1,2 массы Юпитера и радиус около 1,05 радиуса Юпитера.
Планета вращается вокруг оранжевого карлика BD+14°4559, светимость которого составляет 25 % от светимости Солнца. Масса материнской звезды составляет 0,86 массы Солнца, а радиус — около 0,95 радиуса Солнца. Она имеет температуру поверхности 5008 К и возраст, вероятно, около 3 миллиардов лет, исходя из её эволюции и массы. Для сравнения, Солнцу около 4,6 миллиардов лет и температура поверхности 5778 К.
Видимая звёздная величина BD+14°4559 составляет 9,63m, поэтому она слишком тусклая, чтобы её можно было увидеть невооружённым глазом, но её можно увидеть в хороший бинокль.
BD+14 4559 b обращается вокруг материнской звезды за 268 дней на расстоянии 0,77 а. е. (близко к расстоянию от Венеры от Солнца, которое составляет 0,72 а. е.). У планеты слегка вытянутая орбита с эксцентриситетом 0,29.

## Обитаемость
BD+14°4559 b находится в обитаемой зоне родительской звезды. Экзопланета массой 1,47 массы Юпитера, слишком массивна, чтобы быть каменистой, поэтому может быть непригодной для жизни. Гипотетически, достаточно большие луны, с достаточной атмосферой и давлением, могут поддерживать жидкую воду и потенциально жизнь. Однако такие луны обычно не образуются вокруг планет, их, вероятно, придётся захватывать издалека; например, протопланета сбилась с пути. Для стабильной орбиты соотношение орбитального периода спутника к орбитальному периоду планеты вокруг её звезды должно быть менее 1/9. Например, если планете требуется 90 дней для обращения вокруг своей звезды, максимальная стабильная орбита для спутника этой планеты составляет менее 10 дней. Моделирование показывает, что спутник с орбитальным периодом менее 45-60 дней будет безопасно оставаться на орбите у массивной гигантской планеты или коричневого карлика, который вращается на расстоянии 1 а. е. от звезды, подобной Солнцу. В случае BD+14°4559 b период обращения спутника должен быть не более месяца (28-29 дней), чтобы иметь стабильную орбиту.